# Скинетеа (Васлуј)
Скинетеа (рум. Schinetea) насеље је у Румунији у округу Васлуј у општини Думешти. Oпштина се налази на надморској висини од 219 m.

## Становништво
Према подацима из 2002. године у насељу је живело 82 становника, од којих су сви румунске националности.